# هیوندای پاور تراک
هیوندایی پاور تراک (Hyundai New Power Truck) خودرویی است که در سال‌های Worldwide تولید شده‌است. سیستم جعبه‌دندهٔ آن به دو صورت خودکار و دستی است.